# King Shaka International Airport
King Shaka International Airport (IATA: DBN – ICAO: FALE) er den primære lufthavn i byen Durban, og tredje travleste lufthavn i Sydafrika. Beliggende cirka 40 km fra byens centrum, blev lufthavnen åbnet i King Shaka International Airport er den eneste lufthavn i Durban hovedstadsområdet, der tilbyder passagerruteflyvninger. Lufthavnen har indenlandske og internationale terminaler, forbundet af en fælles central terminal.
King Shaka International Airport har direkte fly fra Sydafrikas to andre store byområder, Johannesburg og Kapstaden, samt flyrejser til mindre centre i Sydafrika. Internationalt har det direkte fly til flere destinationer i Afrika, Mauritius og Asien. Lufthavn er en fokuspunkt for South African Airways, SA Airlink og Comair.
Den største fly KSIA øjeblikket har planlagt tjenester er Boeing 777-300ER, med Emirates opererer Dubai-Durban, på trods af at KSIA s banelængde og terminal var designet til teoretisk håndtere regelmæssige store passagerfly. De største passagerfly KSIA har vært var Airbus A340 fra South African Airways, i en kort periode omkring VM i fodbold 2010 (2010 FIFA World Cup).